# Schwedische Küche

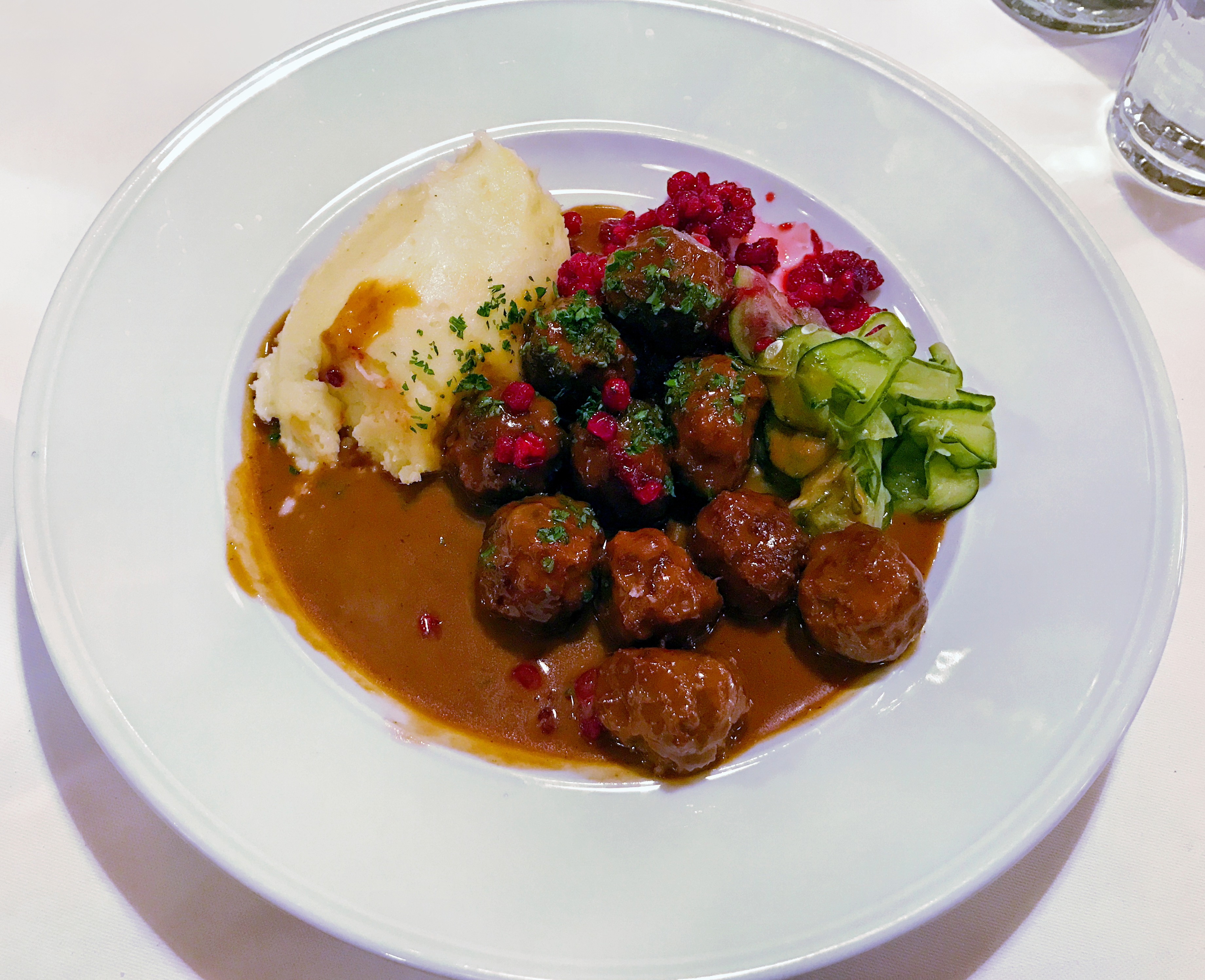
Köttbullar mit Kartoffelpüree, Preiselbeerkompott, Sahnesauce und Gurkensalat

Die schwedische Küche gilt als unkompliziert und einfach. Sie ist geprägt von ländlicher Hausmannskost (Käse, Brot, Wurst), Fischgerichten, Hackfleisch, Wild (Rentier- oder Elchfleisch) und einer Fülle an Süßspeisen und Backwaren. Einheimische Produkte wie Beeren, Pilze, Gewürze und Kräuter werden ebenso wie in Schweden produzierte Lebensmittel wie Milch, Käse, Wurst von der Bevölkerung geschätzt.
Die im Vergleich zu Mitteleuropa kürzeren Sommer und länger anhaltenden Winter haben einen enormen Einfluss auf Bräuche, Festmahlzeiten und Gerichte. Sie bieten viel Landestypisches und spiegeln die schwedische Kultur und die geographische Lage Schwedens wider.
Im Allgemeinen gibt es drei Mahlzeiten pro Tag: ein leichtes Frühstück (frukost), das Mittagessen (lunch) und das Abendessen (middag oder kvällsmat).

## Ess- und Trinkkultur
In Schweden werden Brot, Marmelade und andere Lebensmittel oft selbst hergestellt. Es ist üblich, sich selbst von den Gerichten auf dem Tisch zu bedienen. Auch beim Servieren von Kuchen schneidet man diesen nicht vorher auf, sondern überlässt jedem selbst, sich ein Stück abzuschneiden. Deshalb gilt es als unhöflich, Reste auf dem eigenen Teller zu lassen. Mit dem Trinken wartet man normalerweise, bis der Gastgeber ein erstes Skål (Prost) ausgesprochen hat. Danach ist es erlaubt zu trinken, wann man will.
Außer der traditionellen eigenen Küche schätzen Schweden aber auch die Vielfalt internationaler Gerichte – vor allem die französische, die italienische, die amerikanische Küche und fernöstliche übten in den letzten Jahrzehnten einen bedeutenden Einfluss auf die Essgewohnheiten aus.

### Historische Entwicklungen

#### Vorratshaltung
Die schwedische Küche baute traditionell auf Selbsthaushalt, wobei eine gute Vorratshaltung durch die langen, harten Winter zur Überlebensfrage wurde. Die Vorratshaltung hat also eine sehr alte Tradition und die Essgewohnheiten stark beeinflusst. Das Klima, die kurze Sommersaison und der Mangel an einheimischem Salz (das teuer importiert werden musste) veranlassten viele der „typischen“ schwedischen Gerichte wie das Knäckebrot, das Tunnbröd, den Graved Lachs und auch den Surströmming.
Fleisch und Fisch wurden geräuchert oder gedörrt. Mit Salzlake (das Salz wurde durch das Einkochen von Meerwasser gewonnen) oder Molke wurde Gemüse in Fässern und Bottichen eingelagert und genießbar gehalten. Man beherrschte außerdem die Verarbeitung von Milch zu Käse und Butter, Rinder- und Ziegenhaltung, Ackerbau (Gerste und Hülsenfrüchte) sowie den Anbau von Gemüse wie Kohl, Porree, Zwiebeln und Rüben. Das Jagen und Fischen, auch das Sammeln von Pilzen, Kräutern und Beeren rundeten eine ausgewogene Ernährung ab. Diese basierte auf Breien aus Gerste, Getreide sowie Brot. Aus Gerste wurde auch eine Art Bier hergestellt.
In modernen Zeiten lebt die Vorratshaltung weiter. Viele schwedische Familien hatten schon in den 1950er Jahren eine Tiefkühltruhe. Heute ist sie oft genau so groß wie der Kühlschrank und auf dem Land, wo man gerne jagt, ist sie oft sogar größer als der Kühlschrank.

#### Ausländischer Einfluss
Mit den Wikingern und ihren Handelspartnern kamen schon zu frühen Zeiten exotische Gewürze in kleinen Mengen nach Schweden, beeinflussten aber kaum die Essgewohnheiten der Bevölkerungsmehrheit. Länger anhaltende Einflüsse kamen unter anderem mit den Mönchen des Mittelalters (etwa ab dem 11. Jahrhundert: Alvastra, Nydala), den Kaufleuten der Hanse und während der Kriege der Großmachtzeit. Auch die großen historischen Immigrantengruppen, unter anderem aus Deutschland, Finnland und Wallonien bereicherten die schwedische Küche.
Heute ist die schwedische Küche trotz vieler überlebender Traditionen eher paneuropäisch. Schweden ist häufig früh im Trend, und so testen Lebensmittelproduzenten oft neue Gerichte und Weine aus neuen Anbauländern in Schweden, bevor sie breiter in Europa eingeführt werden.

#### Jedermannsrecht
Traditionell haben die Schweden einen relativ freien Zugang zur Natur (durch das Jedermannsrecht (Allemansrätten), 1994 gesetzlich festgelegt) und dadurch eine Vielfalt an Rohwaren. Beeren werden oft gepflückt, vor allem Preiselbeeren, Heidelbeeren und Himbeeren. Pilze sind sehr beliebt, obwohl sie sich erst im 20. Jahrhundert in den schwedischen Menüs eingebürgert haben. Wacholderbeere und Johanniskraut gehören zu den vielen Rohwaren, die als Zutaten zum gewürzten Schnaps hinzukommen, während die Beeren von Schlehdorn und Eberesche für Gelee, Schnaps und Likör gebraucht werden.
Das Jagd- und Fischrecht fällt nicht unter das Jedermannsrecht, sondern gehört dem Grundbesitzer oder Pächter.

### Regionale Unterschiede

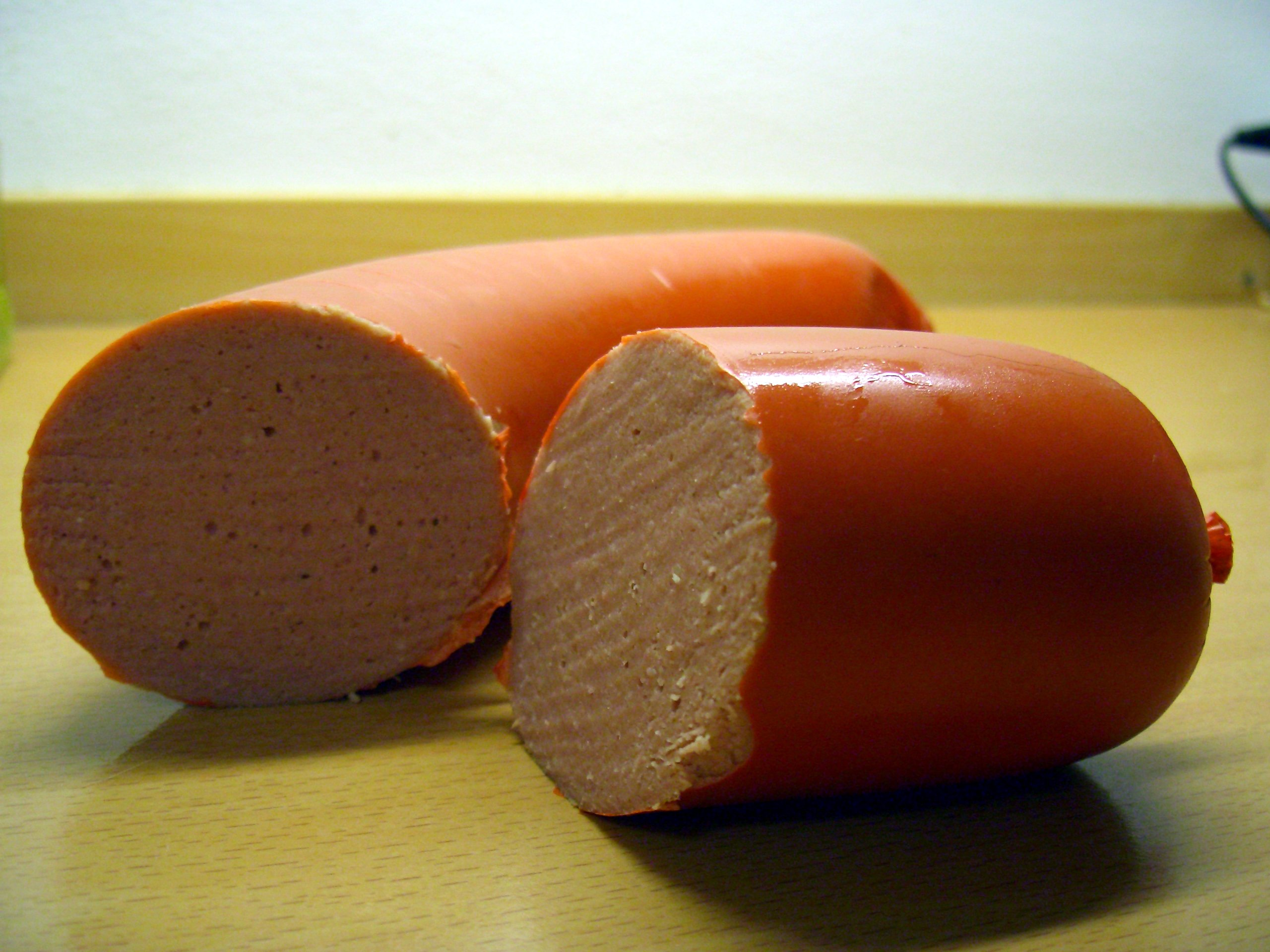
Falukorv

In den früher zu Dänemark gehörenden Regionen in Südschweden (hier die Regionen Schonen (Skåne), Halland und Blekinge) wurden Bier und Brot hergestellt. Außerdem wurden Kohl, Hülsenfrüchte und Kartoffeln angebaut. Die Kühe wurden vornehmlich zur Herstellung von Milchprodukten eingesetzt. Fleisch gab es wenig. Man verwendete viel Fisch, vor allem Dorsch, Hering und Lachs. Traditionelle schonische Gerichte sind Gans, die wie in Dänemark traditionell am Abend vor dem Martinstag serviert wird, Aal und als Süßspeisen Spettekaka und schonischer Apfelkuchen.
Mittelschweden ab Småland ist waldreicher als der Süden. Die Grundversorgung ist jedoch ähnlich. Hauptnahrung der Menschen waren vor allem Eintöpfe und Breie, deren Basis Getreide war. Variiert wurden sie mit Brühen, Molke oder Beerensäften. Die Stadt Falun ist bekannt durch die Falukorv, eine ursprünglich von deutschen Einwanderern hergestellte Wurst, die der in Deutschland bekannten Fleischwurst ähnlich ist.
Die Jagd auf Elche und anderes Wild war bis zum Ende des 19. Jahrhunderts ein Privileg des Adels. Mit dem demokratischen Jagdrecht, das jedem Grundbesitzer Recht zur Jagd auf dem eigenen Boden gibt, ist dieses Fleisch heute in vielen Familien geschätzt.
In Norrland (Nordschweden) sind die Samen beheimatet. Sie sind ursprünglich ein Nomadenvolk, das mit seinen Rentieren umherzogen und von deren Milch und Fleisch lebte. Darüber hinaus war im Norden vor allem Fisch, zum Beispiel Surströmming, Hauptnahrungsmittel wie auch Wild, Beeren, Pflanzen und Pilze.

## Moderne Mahlzeiten im Tagesablauf

### Frühstück (frukost)
Ein typisch schwedisches Frühstück besteht aus Kaffee und Fruchtsaft, Milch oder Tee. Dazu gibt es Knäckebrot oder Brötchen belegt mit Käse oder Wurst.
Sehr beliebt ist filmjölk, eine Art Dickmilch oder Buttermilch, die man auch im Tetra Pak wie die herkömmliche Milch kauft und die meistens mild säuerlich schmeckt. Man isst sie mit Müsli oder Haferflocken, hinzugemischt werden oftmals Zimt, Zucker, Beerenkompott (Preiselbeeren, Heidelbeeren etc.) oder Marmelade. Joghurt und Eier werden ebenfalls zum Frühstück gegessen. Populär ist auch havregrynsgröt, Haferflockenbrei, der mit Milch und Apfelmus gegessen wird.

### Mittagessen (lunch)

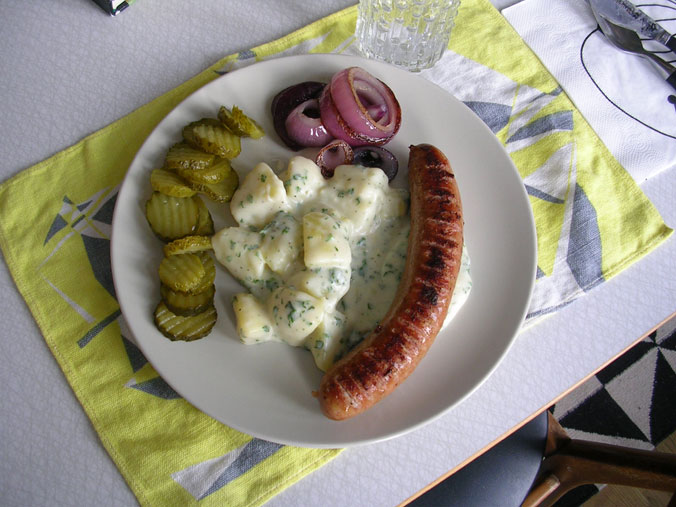
Isterband mit gedünsteten Kartoffeln und eingelegten Gurken

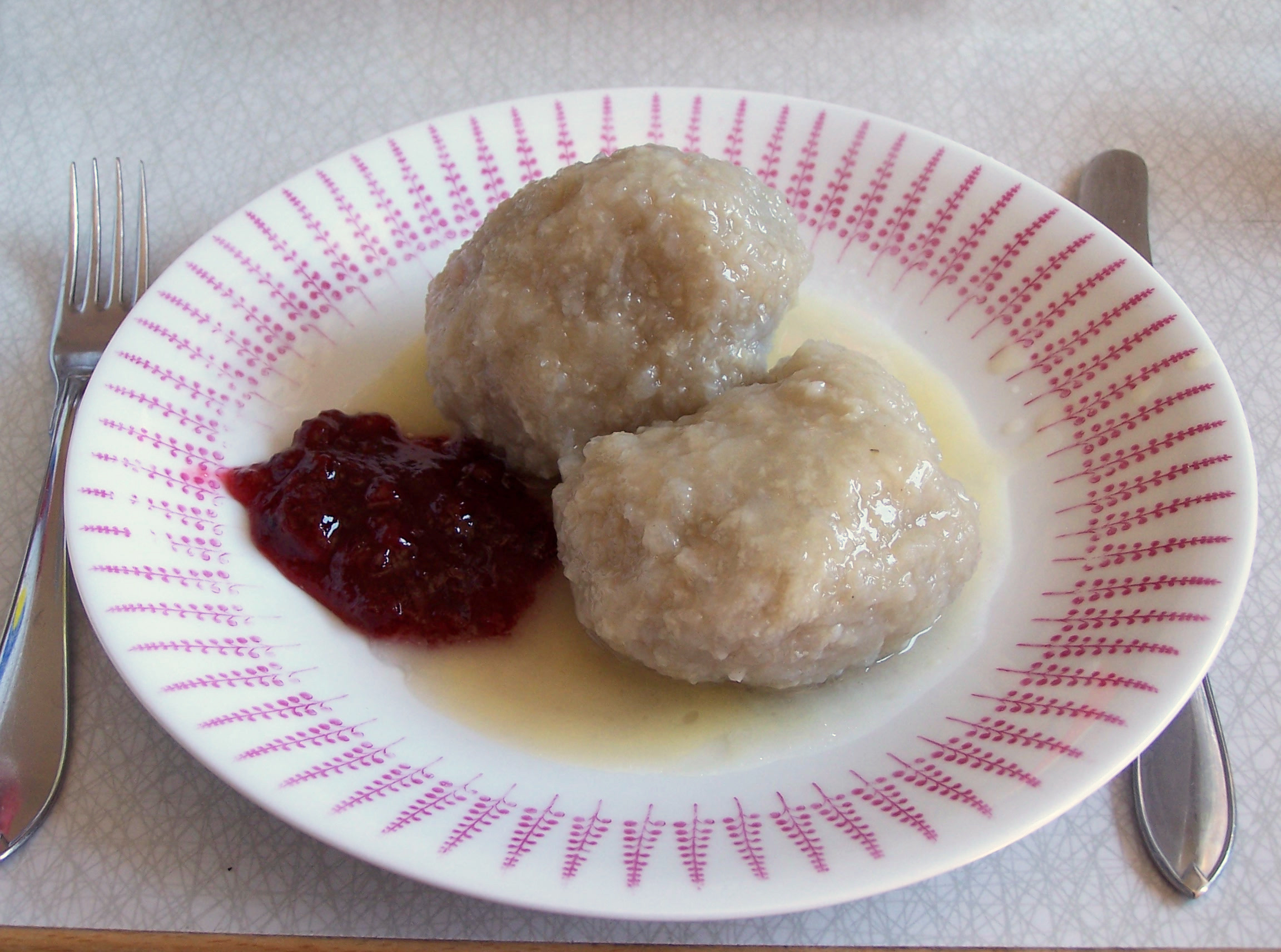
Blekinge-Kroppkakor mit Preiselbeeren und zerlaufener Butter

Die Hauptmahlzeit auf dem Lande ist das Mittagessen und besteht gewöhnlich aus einem Gang und dann wird die Mahlzeit oft middag statt lunch genannt. In den Städten nimmt man oft nur einen kleinen, warmen Imbiss zu sich. Am Wochenende oder zu besonderen Anlässen ist das Mahl oft umfangreicher. Beliebte Gerichte sind sill (Hering), köttbullar (Fleischbällchen), gravad lax (roher marinierter Lachs), Janssons frestelse (Kartoffelauflauf) und als Beilage Kartoffeln sowie lingonsylt (Preiselbeeren).
Donnerstags ist es immer noch häufig Brauch, zuerst gelbe Erbsensuppe (ärtsoppa) und dann Pfannkuchen (pannkaka) mit Sahne und Konfitüre zu essen. Für diese Tradition gibt es unterschiedliche Erklärungen. Einerseits kann sie dadurch entstanden sein, dass der Freitag im mittelalterlichen Schweden, das zu dieser Zeit hauptsächlich katholisch war, ein Fastentag war. Am davor liegenden Donnerstag wurden die üblichen Kohl- und Rübensuppen durch die als festlicher geltende Erbsensuppe ersetzt. Andererseits wurden Erbsen mit dem germanischen Gott Thor verbunden, der bekanntlich der Namensgeber des Donnerstag war. Außerdem hatten die Dienstmädchen der besser gestellten Haushalte am Donnerstag einen halben Tag frei und hatten mit der Suppe ein Gericht, das sich schon im Voraus zubereiten ließ.
In Schweden gibt es auch eine Reihe deftiger Speisen, die unter dem Namen husmanskost (Hausmannskost) zusammengefasst werden. Man isst gebratenen Schinkenspeck (fläsk), der mit dicken Bohnen oder Kartoffelpuffern serviert wird, oder in Pfannkuchen eingebacken wird. Isterband ist eine grobkörnige Bratwurst, die hauptsächlich in Südschweden serviert wird. Weiterhin gibt es eine Art Kartoffelklöße mit Fleischfüllung (kroppkakor, in Nordschweden palt), gebratene, an Leberkäse erinnernde „Jagdwurst“ (falukorv) und als Beilage zu einigen Gerichten Wurzelmus (rotmos), das aus Kartoffeln, Möhren und Steckrüben bereitet wird. Viele dieser Gerichte werden allerdings auf schwedischen Tischen immer seltener.
Von gewisser Bedeutung für die Essgewohnheiten von Familien mit Kindern ist die Tatsache, dass die Kinder in der Schule freies, steuerfinanziertes Schulessen bekommen. Auch im Kindergarten und in der Ganztagsvorschule gibt es Essen, das allerdings durch die Gebühren der Eltern mitfinanziert wird.

### Abendessen (middagoderkvällsmat)
Wenn auch Schulkinder und Erwachsene meistens mitten am Tag warm speisen, bereiten viele Familien abends noch eine warme Mahlzeit. Es gibt in Schweden vergleichsweise wenige traditionelle Hausfrauen, so dass die Zubereitung des Abendessens meist schnell gehen soll. Heute werden, um Zeit zu sparen, zum großen Teil Halbfabrikate benutzt. Typische Schnellgerichte sind Fischstäbchen (fiskpinnar), Blutwurstgrütze (blodpudding) mit Preiselbeeren sowie pytt i panna.
Viele Schweden bereiten aber auch ein leichteres Abendbrot mit Tee und belegten Broten, Suppe oder Brei zu.

## Getränke

### Kaffeerunde
Ein Schwede trinkt durchschnittlich etwa 1200 Tassen Kaffee im Jahr, das sind gut 3 Tassen am Tag. Damit liegt Schweden in der weltweiten Rangliste des Kaffeeverbrauchs pro Kopf weit vorne und wird in einschlägigen Statistiken meistens nur noch von seinem Nachbarland Finnland überholt. Kaffeerunden gehören zum Tagesablauf der Schweden. In vielen Firmen wird vormittags und nachmittags regelmäßig fika, Kaffeepause, gemacht, wobei aber in der Regel kein Kuchen gegessen wird. Auch mit Freunden oder Bekannten trifft man sich nicht unbedingt abends in der Kneipe, sondern sehr oft Samstag- oder Sonntagnachmittags zur fika.
Das Trinken von Kaffee hat in Schweden eine lange Tradition. Etwa um 1720 gab es in Stockholm fünf Cafés, in denen man hauptsächlich französisches Weißbrot zum Kaffee servierte. Danach war der Kaffeekonsum für einige Zeit verboten oder hoch besteuert. Erst 1822 war das Trinken von Kaffee wieder erlaubt und es wurde üblich, dazu kleine Gebäckstücke anzubieten. Unter den bürgerlichen Hausfrauen und Wirtshäusern entstand eine Art Wettbewerb, was darin resultierte, dass man mindestens sieben Sorten Kekse/Kuchen (Sju sorters kakor) zum Kaffee reichen sollte. An diese Vorgabe hält man sich unter Älteren, wenn auch in abnehmendem Maße, auch heute noch.

### Alkohol
Seit dem Mittelalter wird Wein in den Skandinavischen Raum und ins heutige Schweden importiert. Im 19. Jahrhundert begannen vor allem eingewanderte deutsche Brauer, lokales Bier in großen Mengen zu brauen. Eine bekannte Brauerei war die Münchenbryggeriet. Heute vermischt sich die alte Tradition mit neuen Gewohnheiten. Der Weinkonsum hat seit den 1960er Jahren stetig zugenommen, und die Schweden sind als innovativ bekannt – hier wurden die ersten europäischen Verkaufserfolge für u. a. chilenischen und australischen Wein verzeichnet.
Alkoholische Getränke, die bis zu 2,2 % Alkoholanteil haben (lättöl und gewisse cider), können überall gekauft werden. Getränke mit einem Alkoholanteil zwischen 2,2 % und 3,5 % (zum Beispiel folköl) können im Supermarkt nur von über 18-Jährigen gekauft werden. Getränke, die mehr als 3,5 % Alkoholanteil haben, kann man nur beim Alkoholmonopolisten Systembolaget kaufen und auch nur, wenn man mindestens 20 Jahre alt ist, oder in Restaurants, Bars und Kneipen bestellen. In der Gesellschaft findet ein reger Schwarzhandel mit illegal gebranntem oder geschmuggeltem Alkohol statt. 2006 wurde berechnet, dass nur knapp über 50 % der starken Alkoholgetränke von Systembolaget stammten. Schifffahrten, auf denen zoll- und steuerfreier Einkauf von alkoholischen Getränken möglich ist, sind beliebt. Da auch der Konsum von Alkohol an Bord recht günstig ist, nehmen zahlreiche Mitreisende nur an solchen Fahrten teil, um sich in den Rausch zu trinken. Die Fährgesellschaften nutzen diesen Trend und haben oft günstige Angebote für Rundfahrten, bei denen man mit zwei Übernachtungen beispielsweise Tallinn oder Helsinki besucht. Auf Fahrten von Stockholm nach Mariehamn auf den Åland-Inseln werden die Fahrkarten teilweise sogar verschenkt.
Durch das Monopol und eine höhere Besteuerung der alkoholischen Getränke versucht man die Bevölkerung an zu hohem Alkoholkonsum zu hindern und entsprechenden Folgekrankheiten Einhalt zu gebieten. Generell steigt der Preis des Getränks mit dem Alkoholanteil. Viele Schweden haben traditionell deshalb auch eigenen Schnaps (illegal) gebrannt. Eine liberalere Wirtschaftspolitik in Europa einhergehend mit der Öffnung der europäischen Grenzen (insbesondere auch in Richtung Baltikum und Osteuropa) führte dazu, dass immer mehr Schweden in den letzten Jahren Alkohol aus dem Ausland importierten. Auch regelrechter Alkoholschmuggel mit anschließendem illegalem Verkauf hat sich eingebürgert. Hierdurch ist der Alkoholkonsum der Schweden zwischen 1995 und 2005 um 30 Prozent gestiegen.
Es gibt eine Reihe schwedischer Bier- und Schnapssorten, die auch international bekannt sind. Dazu zählen die Biersorten Åbro, Pripps und Falcon sowie die Schnapssorten Absolut Vodka und Skåne Akvavit. Beliebt sind auch eine Reihe von Mixgetränken wie das weihnachtliche Mumma, bei dem Portwein, Bier und Orangensaft schaumig gemixt werden, und kaffekask (im Süden kaffegök) aus Kaffee und Branntwein.
Cider ist im ganzen Land als Alternative zum Bier weit verbreitet. Die Sorten Päron (Birne) und Äpple (Apfel) werden am häufigsten getrunken und sind in Bars und Restaurants auch vom Fass zu haben. Im Handel sind den Geschmacksrichtungen kaum Grenzen gesetzt: zum Beispiel Heidelbeer-, Holunder-, Kaktus/Limette- oder Waldbeergeschmack. Die bekanntesten Marken sind Kopparbergs, Kiviks und Rekorderlig. Der schwedische Cider ist sehr süß. Der Alkoholgehalt liegt bei 0,8 %, 2,5 %, 4,5 % oder 7,5 %.
Schwedischer Schnaps

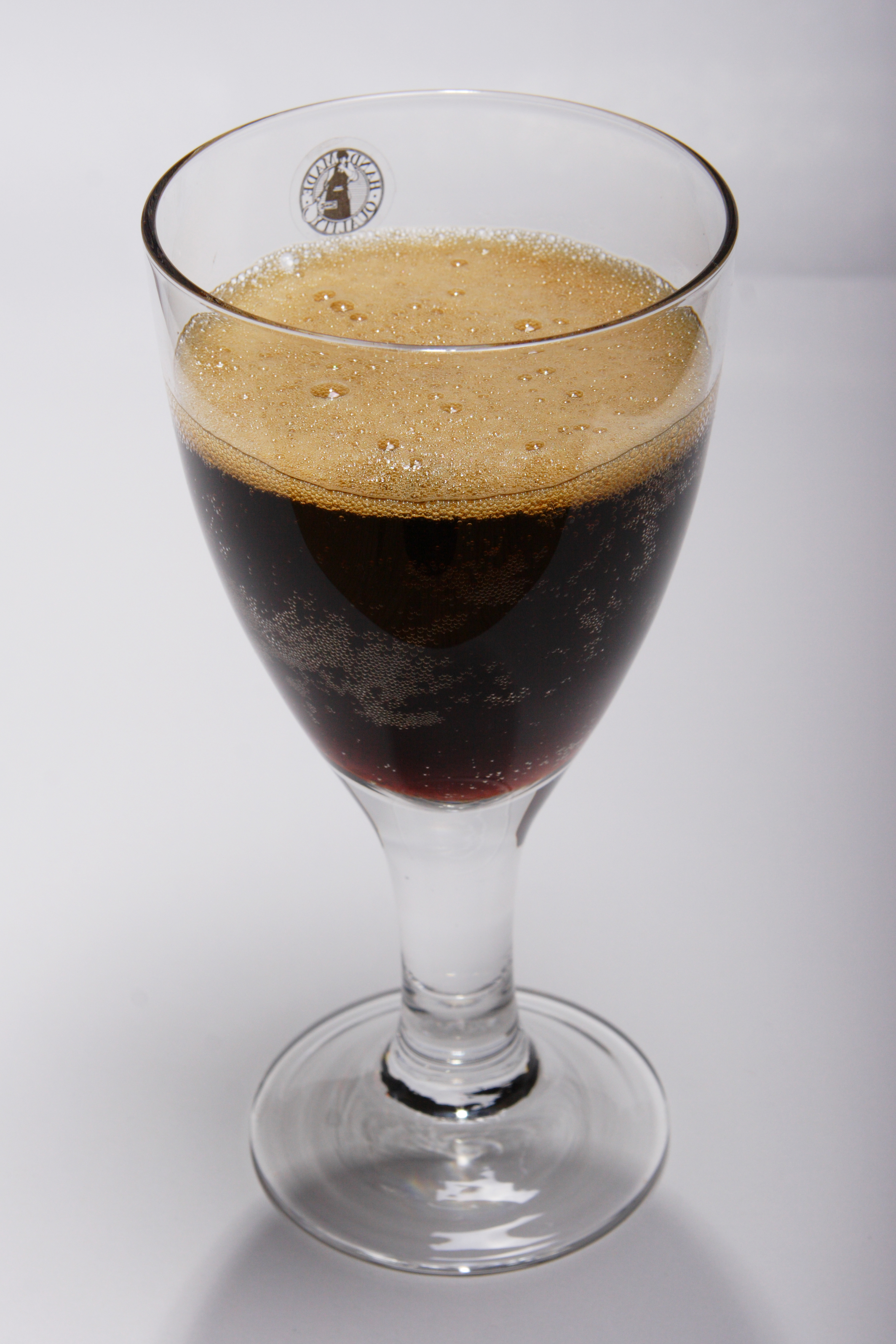
Julmust

Absolut Vodka, Renat Brännvin sowie andere Marken werden aus Weizen oder Kartoffeln gebrannt und ohne Gewürze verkauft. Schweden hat aber eine lange Reihe von gewürzten Schnapssorten mit einem milden Geschmack von beispielsweise Anis, Johanniskraut, Pomeranze, Koriander, Holunder, Dill oder auch bitterem Wermut (Besk). Es kommt auch häufig vor, dass man eigene Hausmischungen herstellt mit dem, was der Garten oder die nähere Umgebung bietet.
Obwohl viele darauf bestehen, den Schnaps eiskalt zu trinken, kommen natürlich die gewürzten Sorten bei Zimmertemperatur besser zur Geltung.
Zum Schnapstrinken gehört eine reiche Tradition von Regeln über korrekte Trinkordnung, den Winkel des Armes beim Anstoßen, eine Vielfalt an Schnapsliedern und vieles mehr. Diese Traditionen sind insbesondere in Studentenkreisen, Vereinen und beim Militär lebendig, aber auch sonst in der Gesellschaft sind sie weit verbreitet und werden bei größeren Feiern weiter ausgeübt.

### Sonstige Getränke
Es wird – auch von den Erwachsenen – sehr viel Milch getrunken, daneben (oft selbstgemachte) Frucht- und Softgetränke und Wasser mit und ohne Kohlensäure. Alkoholfreier Cider ist ebenfalls sehr beliebt, nicht nur aus Äpfeln und Birnen, sondern auch aus Beeren, wie zum Beispiel Preisel- oder Blaubeeren.
Traditionelle und immer noch beliebte alkoholfreie Getränke sind unter anderem sockerdricka (Michels aus Lönneberga Lieblingsgetränk), Pommac und Champis (beide am Höhepunkt der Abstinenzbewegung um 1916 als Alternativen zum Sekt eingeführt) sowie die besonders zur Weihnachtszeit getrunkenen und dem Malzbier ähnlichen Getränke julmust und svagdricka.

## Milchprodukte
Milchprodukte wie Milch, Filmjölk, Käse, Joghurt, Sahne sind in verschiedenen Fettstufen erhältlich.
Milch (schwed. mjölk) gibt es in verschiedenen Fettgehaltsstufen: minimjölk mit 0,1 %, lättmjölk mit 0,5 %, mellanmjölk mit 1,5 %, standardmjölk mit 3 % Fettgehalt sowie Milch mit natürlichem (das heißt variablen) Fettgehalt. Außerdem wird zwischen Biomilch (ekologisk mjölk) und der konventionellen Milch unterschieden. Hocherhitzte, haltbare Milch (H-mjölk) ist in Schweden eher selten erhältlich und hat im Sommer die höchste Nachfrage, wenn sie zum Beispiel von Seglern und Besitzern von Sommerhäusern ohne Kühlschrank gekauft wird. Da Laktoseintoleranz in zunehmendem Maße diagnostiziert wird, ist auch laktosefreie Milch ohne negative Geschmackveränderung von schwedischen und finnischen Molkereien entwickelt worden.

## Backwaren und Süßspeisen

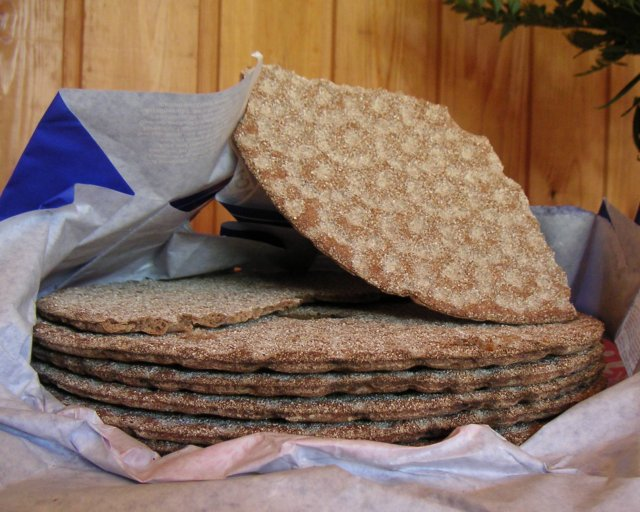
Knäckebrot

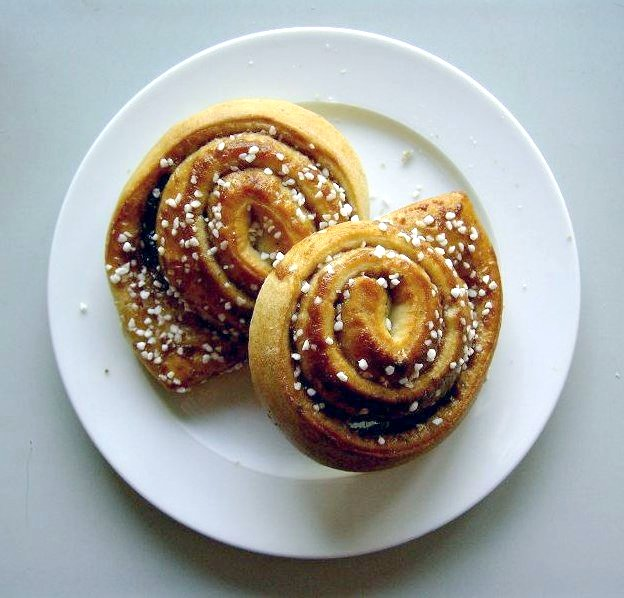
Kanelbullar

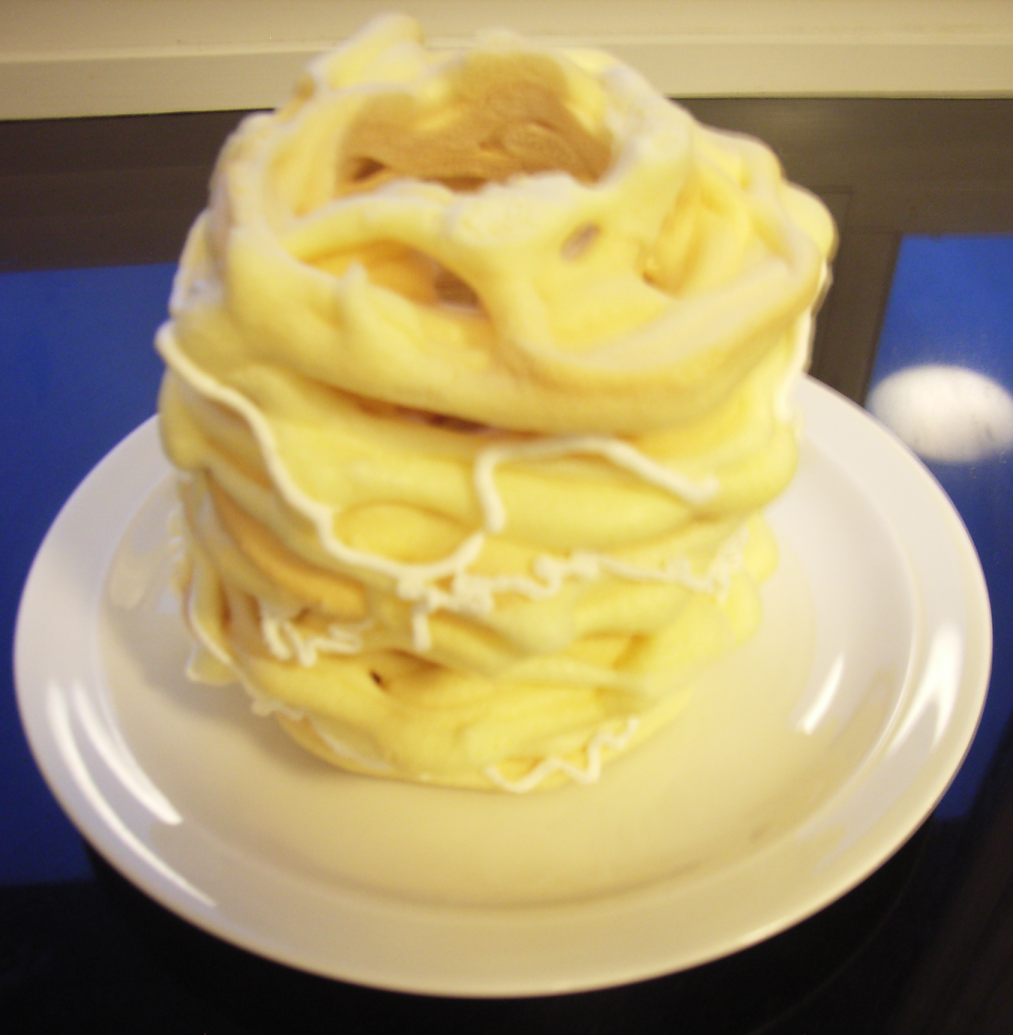
Spettekaka

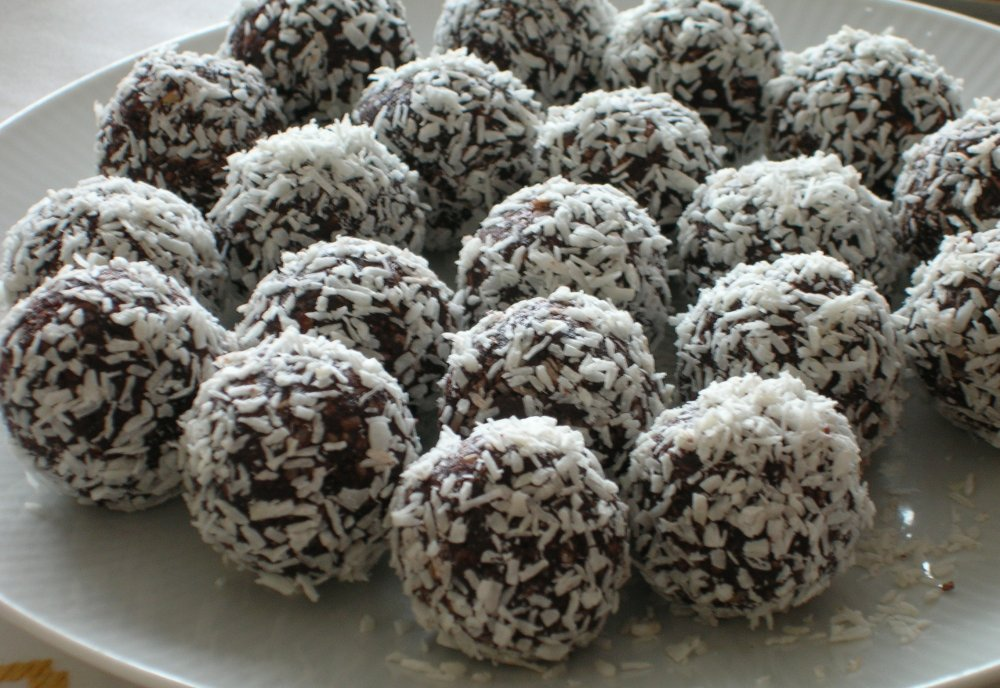
Chokladbollar

### Brot
In Schweden ist eine Vielzahl an Brotsorten erhältlich. Im deutschsprachigen Raum verbindet man mit Schweden vor allem das Knäckebrot. Knäckebrot kann man in viereckigen und runden Scheiben kaufen, die in verschiedenen Sorten angeboten werden. Außerdem gibt es auch Misch-, Vollkorn- und Weißbrot. Mischbrot ist häufig mit Sirup gesüßt, aber infolge des steigenden Ernährungsbewusstseins gibt es immer mehr ungesüßte Varianten. Eine in Mitteleuropa weniger bekannte Brotart ist tunnbröd (Dünnbrot), das es in harter und weicher Form gibt.

### Süßspeisen
Eines der bekanntesten und beliebtesten Gebäckstücke Schwedens sind die Kanelbullar (Zimtschnecken). Es handelt sich um eine Spezialität, zubereitet aus Hefeteig, mit Kardamom, Milch, Mehl, Butter, natürlich Zimt (Kanel) und garniert mit Hagelzucker (siehe Bild). 1999 führte der Hembakningsrådet einen eigenen Feiertag für das traditionelle Gebäck ein und seitdem feiert Schweden (vor allem die schwedische Wirtschaft) an jedem 4. Oktober den Kanelbullens Dag.
Ein anderes beliebtes Hefegebäck sind Semlor, die man früher in den Tagen vor dem Fasten aß, da sie sehr energiereich sind. Heute sind sie typisch für den Zeitraum, der in Deutschland als Faschings- und Osterzeit bekannt ist (Fasching wird in Schweden nicht gefeiert). Sie sind oftmals auch schon kurz nach Weihnachten in den Geschäften erhältlich. Früher galt die Zeit von Anfang Februar bis Ostern als Fastenzeit, heute hat sich diese Tradition ähnlich wie in Deutschland verlaufen. Die semlor sehen aus wie Windbeutel. Der Hefeteig wird gebacken, die Brötchenhälften aufgeschnitten und eine Hälfte wird mit Marzipan gefüllt. Zwischen die Hälften kommt geschlagene Sahne, das Ganze wird mit Puderzucker bestreut.
Ein beliebter, traditioneller Kuchen in Schweden ist die Prinsesstårta, was übersetzt Prinzessinnentorte heißt. Das ist eine kalorienreiche Torte aus Eiern, Zucker, Sahne mit einem Überzug aus in der Regel grün eingefärbter Marzipanmasse, garniert mit einer roten Marzipanrose. Diese Torte ist bei allen Anlässen beliebt. Ebenfalls im ganzen Land bekannt und beliebt sind Chokladbollar, eine pralinenartige Süßspeise (siehe Bild), die auf der Basis von Haferflocken (Havregryn) gemacht werden. Dazu kommt viel Fett und Zucker, wahlweise kann Rum hinzugefügt werden. Garniert werden sie mit Kokossplittern. Der Chokladboll ist nicht zu verwechseln mit der Arraksbulle, eine Art Rumkugel. Dammsugare, kleine grüne Rollen aus Marzipan, enthalten ebenfalls Arrak.
Spettekaka ist ein Kuchen und eine Spezialität aus der Region Schonen. Der Teig, der unter anderem aus Ei, Kartoffelstärke und Zucker besteht, wird im Laufe des Backprozesses auf eine rotierende Scheibe geträufelt. Der fertige Kuchen ähnelt am Ende im Aussehen einem Baumkuchen oder einer „Kleckerburg“ (siehe Bild). Aus Gränna stammen Polkagrisar, das sind Zuckerstangen mit Pfefferminz- und anderen Geschmacksrichtungen.
Godis ist in Schweden der Oberbegriff für Bonbons, Fruchtgummis und Schokolade. In Schweden ist es üblich, die Süßigkeiten mit Schöpfkellen aus offenen Behältern zu kaufen. Jeder kann die jeweilige Menge der einzelnen Sorten selbst festlegen und in einer Tüte zu einer eigenen Mischung zusammenstellen. Dieses Angebot gibt es in fast jedem Supermarkt. Seit den 1950er Jahren gilt der Samstag (Lördag) als godisdag (Naschtag), dies aufgrund der Anstrengungen von Zahnärzten, den Zuckerkonsum auf einen Tag pro Woche zu beschränken, um dadurch die Zahngesundheit der Bevölkerung zu verbessern. Seitdem findet man auch häufig den Begriff Lördagsgodis für Süßigkeiten.
Beliebt sind auch süße Fruchtsuppen, wie Blaubeersuppe (Blåbärssoppa) oder Hagebuttensuppe (Nyponsoppa), die als Dessert oder Vorspeise genossen werden.

### Weihnachtsgebäck
Das typische Hefegebäck zu Weihnachten ist Lussekatter oder Lussering: ein Safrangebäck, das vor allem in der Zeit zwischen dem Luciafest und Weihnachten gebacken wird. Das sind Hefe-Teigwaren mit Safran und Rosinen. Sie werden vor allem ab dem 13. Dezember, dem Luciafest, durch die ganze Weihnachtszeit hindurch gebacken und gegessen.
Pepparkakor heißen die dünnen schwedischen Weihnachtsplätzchen (Pfefferkuchen), die es in Supermärkten das ganze Jahr über zu kaufen gibt. Gewürzt mit Kardamom-, Gewürznelken- und Ingwerpulver schmecken Pepparkakor würzig-aromatisch mit einer leichten Schärfe ähnlich wie die in Deutschland bekannten Lebkuchen. Knäck zählt zu den klassischen hausgemachten Weihnachtsnaschereien. Diese Süßigkeit besteht aus Sirup, Zucker und Schlagsahne, die zusammen aufgekocht und manchmal mit gehackten Mandeln verfeinert wird. Zum Abkühlen füllt man die Masse meist in kleine Papierformen.
Der schwedische Glühwein heißt Glögg. Es gibt eine große Zahl von Rezepten, das Getränk besteht aber meistens aus Glüh- und Rotwein sowie oft einer kleinen Menge Weinbrand oder Rum. Der glögg wird mit Ingwer, Zimt und Gewürznelken gewürzt. Tradition ist es, Rosinen und geraspelte Mandeln vor dem Einschenken ins Glas zu geben. Man trinkt das stark gesüßte, alkoholhaltige Getränk hauptsächlich an kalten Winterabenden. Es gibt auch eine alkoholfreie Alternative, saftglögg.

## Festessen

### Schwedenbuffet

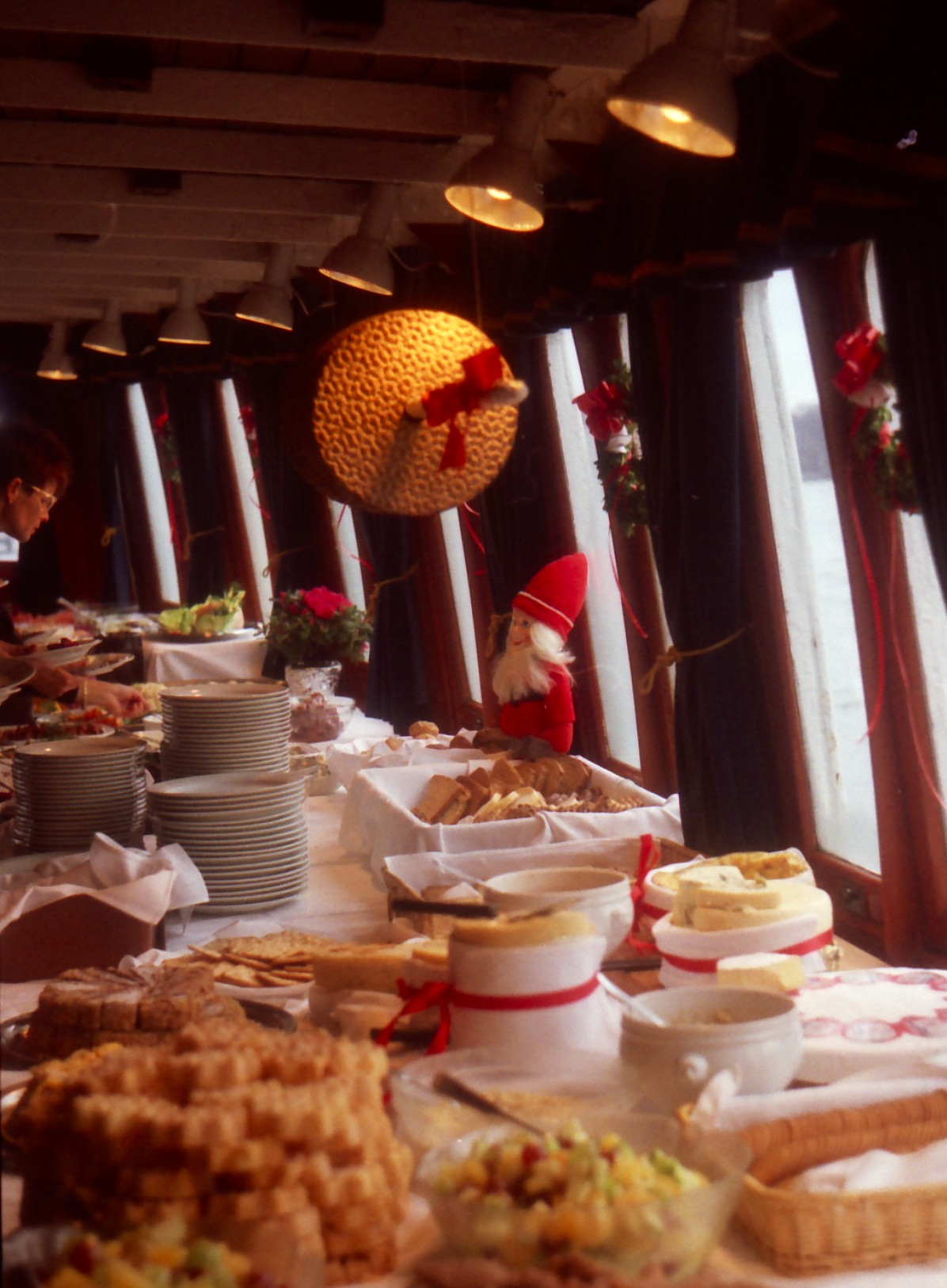
Julbord an Bord eines Skärgårds-Schiffes

Zu besonderen Anlässen, zum Beispiel Weihnachten, Ostern, Muttertag, Mittsommer und runden Geburtstagen gibt es oft ein smörgåsbord (Schwedenbuffet), wobei die weihnachtliche Variante julbord genannt wird. Früher bewies der Gastgeber seinen Gästen durch eine möglichst reichhaltige Palette an Speisen seinen gehobenen Lebensstandard. Die schwedische Gastronomie hat diese Tradition für die Touristen allsonntäglich wieder aufleben lassen. Zum smörgåsbord gehören neben belegten Brothäppchen (smörgåsar) unbedingt der beliebte schwedische Schnaps, Aquavit. Das Buffet besteht aus warmen und kalten Speisen, typische Gerichte sind:
- Heringshappen: zum Beispiel als Heringsfilets mit Dill gewürzt. Den Hering gibt es in unzähligen Varianten, mit verschiedenen Marinaden, eingelegt oder als Glasmästersill (Glaserhering) mit roten Möhren und Zwiebeln
- verschiedene Lachsgerichte (gravad, geräuchert, gekocht)
- verschiedene Aalgerichte
- Köttbullar (Fleischbällchen): die bekannten schwedischen Fleischbällchen, fester Bestandteil der schwedischen Hausmannskost; in jedem Supermarkt gibt es sie auch abgepackt zu kaufen
- Mimosasallad: ein süßer Salat aus Ananas, Äpfeln, Birnen, Orangen, Tomaten, harten Eiern und Mayonnaise. Durch die Eier bekommt er die gelbliche Farbe, die der Mimosenblüte wohl ähnelt
- Sillsallad: Heringssalat ist bei diesem Buffet ebenso unverzichtbar wie der beliebte Rote-Bete-Salat
- Äggstanning (gestocktes Ei): Hauptzutaten sind Eier, Milch, Salz und Butter, die gemischt und dann im Backofen gestockt werden
- Gefüllte Eierhälften werden ähnlich angerichtet wie im deutschsprachigen Raum; in Schweden füllt und bedeckt man die Eihälften mit Meerrettich, Kräutersoße, Anchovis, Lachs und Ähnlichem.
- Solöga (Sonnenauge): die Zutaten Anchovis, Eigelb, Rote Bete, Kartoffeln und Zwiebeln werden auf dem Teller so arrangiert, dass eine Sonne daraus wird.

### Weihnachtszeit

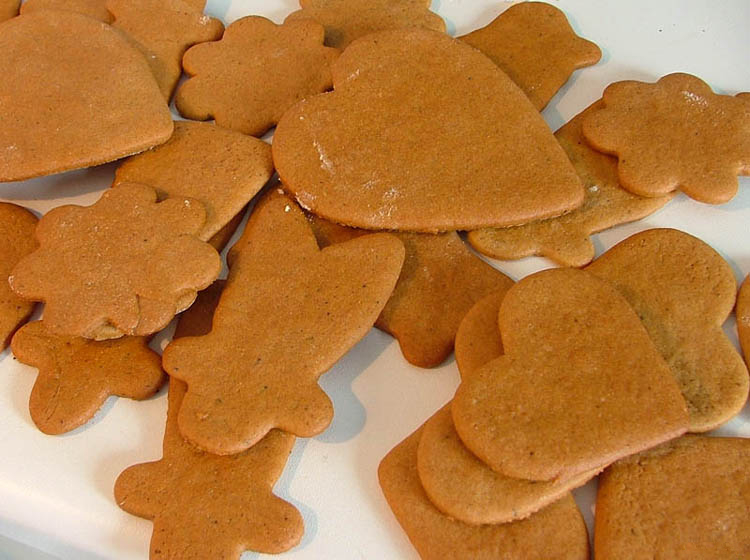
Frische pepparkakor

Das klassische Menü zu Heiligabend besteht aus Leberwurst oder Leberpastete, Kalbssülze und – als Hauptmahlzeit – gekochtem Schinken. Dazu gibt es Grünkohl, Rote-Bete-Salat und eine Schinkenbrühe (Dopp i grytan), die früher aus dem Sud des gekochten Schinken gemacht wurde. Heute nimmt man dazu hauptsächlich Rinderknochen (da der Sud oft salzig war). Der Name Dopp i grytan bedeutet nichts anderes als „in den Kochtopf tunken“, was davon kommt, dass man das dazu gereichte Brot in die Suppe tunkte.
Schwedische Firmen, die etwas auf sich halten, laden ihre Mitarbeiter zum Julbord, ein Weihnachtsessen, das dem smörgåsbord ähnelt, ein. Wenige Wochen vor Weihnachten bietet jedes Restaurant diesen Service an – viele Restaurants bieten oftmals gar keine „normale“ Küche mehr an. Standardmäßig wird dabei ein Buffet angeboten mit Fisch, Fleisch, Gemüse, Wurst, Käse und Brot. Der Schnaps darf dabei ebenso wenig fehlen wie der traditionelle Schinken (julskinka), der Heringshappen und das beliebte Janssons frestelse. Zum Nachtisch gibt es immer Süßspeisen und Kaffee.

### Ostern
Das Osteressen variiert zwischen den verschiedenen Landesteilen, doch oft sind Ei, Lamm und Lachs und andere Fischzubereitungen darin vertreten. Aus dem Weihnachtsschinken wird zu Ostern der Osterschinken. Im Allgemeinen gilt das Osteressen als „leichter“ im Vergleich zu dem Weihnachtsessen. Die Süßigkeiten gibt es traditionell in einem großen Ei aus bemalter Pappe. Viele dieser Naschereien sind aus Marzipan gefertigt. Neuere Untersuchungen (2006) haben ergeben, dass das Osteressen im Begriff ist, das Weihnachtsessen an Reichlichkeit zu übertreffen.

### Pfingsten
Zu Pfingsten ist man darum bemüht, die ersten früh geernteten einheimischen oder importierten Gemüse- und Obstsorten des Jahres zu essen. Seit 2005 ist in Schweden der zweite Pfingstfeiertag abgeschafft und die Zeit für besondere Mahlzeiten dadurch eingeschränkt worden. Zu Pfingsten finden traditionell zahlreiche Konfirmationen und Hochzeiten mit ihren besonderen Mahlzeiten statt.

### Mittsommer
Das Mittsommerfest ist mit Abstand das wichtigste Fest im Jahr und untrennbar mit Frühkartoffeln verbunden. Ny kokt potatis med dill heißt das klassische Gericht, die ersten Frühkartoffeln mit Dill. Sie werden zusammen mit Hering, Sauerrahm, Schnittlauch, Knäckebrot und Käse serviert. Viele nehmen einen – oder mehrere – so genannten nubbe (2–4 cl Schnaps) während des Essens zu sich. Es wird aber auch öl (Bier) dazu getrunken. Zum Nachtisch gibt es frische schwedische Erdbeeren mit Sahne.

### Krebsessen

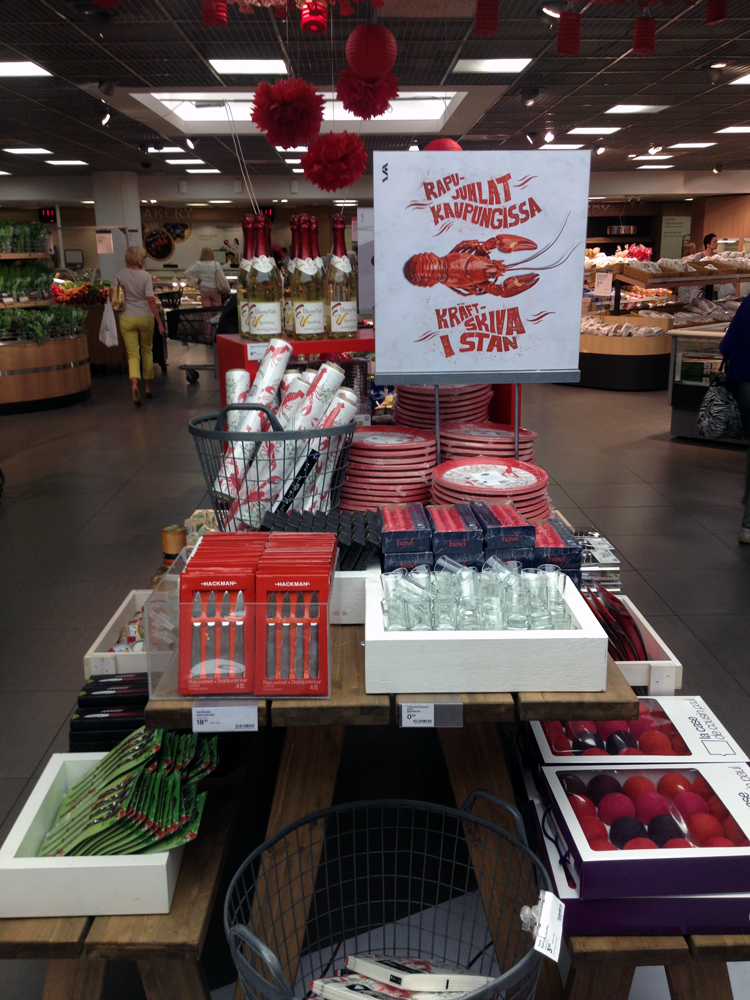
Spezialangebote für das traditionelle Krebsessen Kräftskiva im Kaufhaus Stockmann in Helsinki.

Im August sind kräftskivor (Krebsfeste) eine beliebte Tradition. Früher fing am ersten Donnerstag (auch am zweiten Mittwoch) im August die Krebssaison an, doch seit 1994 ist die Krebspremiere an kein spezielles Datum mehr gebunden. Der schwedische Flusskrebs gilt als Delikatesse und ist durch die Krebspest fast ausgerottet worden, er ist deshalb nicht billig. Normalerweise kauft man die Krebse tiefgefroren und fertig zubereitet. Im Jahr 2007 wurden ca. 2500 Tonnen Krebse hauptsächlich aus der Türkei, China und Nordamerika nach Schweden importiert.

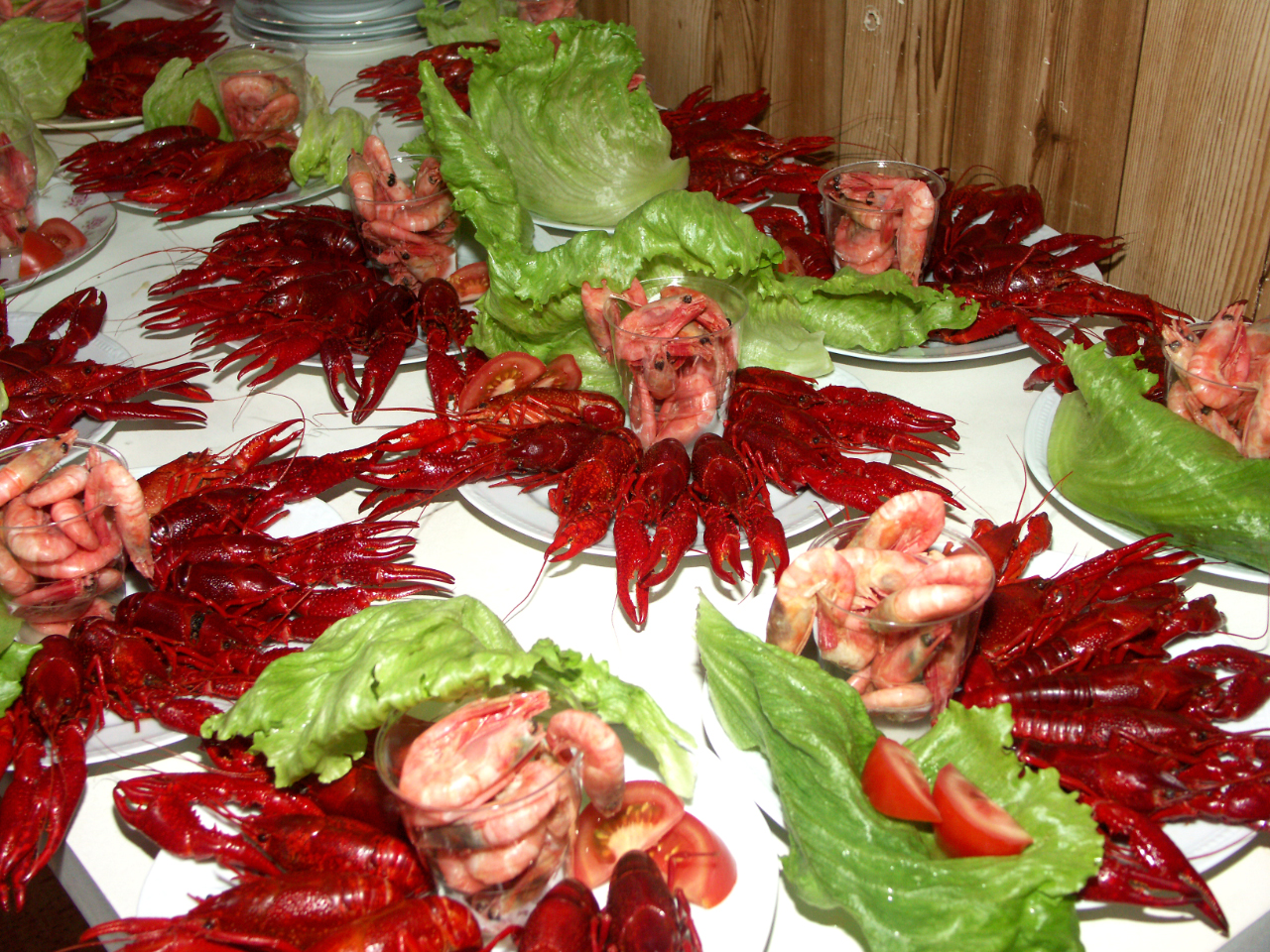
Flusskrebse und Garnelen, angerichtet für ein typisch schwedisches Krebsfest

Hat man das Glück, Krebse selbst zu fangen, werden diese im Ganzen gekocht und in einem Dillsud eingelegt. In diesem Sud sollen sie über Nacht ziehen und kalt verspeist werden. Als Beilagen gibt es meist Brot, gewürzten Käse und Shrimps. Oft werden auch andere Bestandteile eines smörgåsbord auf den Tisch gestellt. Der Schnaps, gerne Aquavit, ist ein absolutes Muss; auch Bier gehört dazu und Schnapslieder sind an der Tagesordnung. Ein Trinkspruch lautet: „Ein Krebs, ein Schnaps, ein Lied“.

### Martinsgans
Wie in Deutschland wird auch in Schweden der 11. November als St.-Martin-Tag gefeiert. Es gibt keine Laternenumzüge, traditionell wird jedoch eine Martinsgans gegessen. An diesem Tag wird dies von Restaurants zum Mittagessen angeboten, so dass die arbeitende Bevölkerung in der Mittagspause Gans essen kann. Diese Sitte ist vor allem in Südschweden verbreitet, in anderen Teilen Schwedens dagegen weitgehend unbekannt.
Ein klassisches Menü am 11. November sieht so aus:
- Svartsoppa (Schwarzsuppe): eine Suppe aus Gänseklein, Flügelspitzen und dem Sud sowie Schweine- oder Gänseblut, Gewürzen und Weinessig und Weinbrand.
- Gänseleberwurst
- Martinsgans: zum Gänsebraten serviert man Rotkohl und Knödel oder auch Apfel- oder Pflaumen-Kompott. Dazu reicht man Portwein.
- Als Nachtisch werden gekochte Birnen serviert, die man kalt isst.

## Liste ausgewählter Spezialitäten
- Biff à la Lindström ist ein Hackfleischbraten, bei dem Sahne, Zwiebeln, Eier, gewürfelte Kartoffelstückchen, Paniermehl oder aufgeweichte Brötchen, Kapern und eingelegte Rote Bete in die Fleischmasse eingerührt werden. Dieses Gericht verdankt seinen Namen dem finnlandschwedischen Leutnant Lindström, der 1862 in einem schwedischen Hotel nach einem rohen Steak und den oben genannten Zutaten verlangt hatte. Er mischte einfach alles zusammen und bat den Koch dies so zu braten. Man isst dazu Kartoffeln, Soße und Erbsen.[6]
- Flygande Jacob („fliegender Jacob“, nach dem Erfinder Jacobsson, der Pilot war) ist ein Gratin aus Hühnchenfleisch, Bananen und Erdnüssen, das in den 1980er Jahren beliebt wurde.
- Gravad lax ist ein mit einer Salz-Zucker-Gewürz-Mischung gebeizter Lachs, der früher im Laufe des Herstellungsprozesses vergraben wurde.
- Kalops ist ein Gulasch-Gericht, das mit Piment und Lorbeer gewürzt wird. Beilage ist oft Rote Bete.
- Köttbullar sind kleine runde Fleischbällchen, die meist mit einer Rahmsauce und Preiselbeeren gegessen werden.
- Lutfisk, eine Art Stockfisch, ist eine sowohl in Schweden als auch in Norwegen (dort als lutefisk) bekannte Fischspeise. Der getrocknete Fisch wird erst in eine Lauge (Natriumhydroxid) eingelegt, danach gewässert und am Ende gekocht. Er wird zum Weihnachtsessen gereicht, zusammen mit einer weißen Mehlsoße, die mit Piment aromatisiert wird.
- Pyttipanna (von „pytt i panna“, winzig in der Pfanne) ist ein Gericht, bei dem Kartoffeln, Zwiebeln und Fleisch (meist die Reste einer größeren Mahlzeit) in winzige Würfel geschnitten werden. Nach dem Braten in einer Pfanne serviert man Pyttipanna gewöhnlich mit Spiegelei und Roter Bete.
- Smörgås ist ein reich belegtes Butterbrot und meist eine vollwertige Hauptmahlzeit (und nicht etwa nur ein kleiner Snack als Zwischenmahlzeit). Es ist in Dänemark unter der dänischen Bezeichnung Smørrebrød bekannt.
- Surströmming ist vergorener Fisch.
- Janssons frestelse (Jansons Versuchung) ist ein Auflauf aus Kartoffeln, Zwiebeln, süßlich eingelegten Anchovifilets und Sahne

## Film
- Zu Tisch in… Schweden. Dokumentation, Deutschland, 2003, 26 Min., Regie: Anne Worst, Produktion: ZDF, Inhaltsangabe von arte